# Transformers: Devastation
Transformers: Devastation est un jeu vidéo de type beat them all développé par PlatinumGames, et édité par Activision, sorti en 2015 sur de multiples plateformes,,,,,,,.

## Personnages jouables
- Optimus Prime/Decepticon Nemesis Prime (DLC) - Leader des Autobots (Tracteur routier)
- Bumblebee/Goldbug (DLC) - Éclaireur Autobot (Voiture de sport à hayon)
- Sideswipe/Red Alert (DLC) - Combattant Autobot (Voiture de sport Lamborghini)
- Wheeljack - Ingénieur Autobot (Voiture de rallye)
- Grimlock - Leader des Dinobots (Tyranosaure robotique)

## Autour du jeu
Dans ce jeu, la majorité des personnages des transformers reprennent leurs apparences originales de la série "Generation 1", sauf quelques personnages qui ont leurs apparences différentes - Bumblebee qui n'a pas sa forme de la fameuse VW Beetle, qui est remplacée par une petite sportive à hayon - Mégatron qui se change en tank (Combiner wars) au lieu du pistolet, mais conserve son apparence robot de la série G1 - les Stunticons (Motor Master et Menasor) et les combineurs autobots Defensor et Superion qui adoptent leurs apparences à la série Combiner wars qu'à la série G1.

## Accueil
- Canard PC : 7/10[9]
- Destructoid : 8,5/10[10]
- GameSpot : 7/10[11]
- IGN : 7,7/10[12]
- Polygon : 6,5/10[13]